# (35038) 1981 EL32
(35038) 1981 EL32 es un asteroide perteneciente al cinturón de asteroides, descubierto el 7 de marzo de 1981 por Schelte John Bus desde el Observatorio de Siding Spring, Nueva Gales del Sur, Australia.

## Designación y nombre
Designado provisionalmente como 1981 EL32.

## Características orbitales
1981 EL32 está situado a una distancia media del Sol de 2,616 ua, pudiendo alejarse hasta 2,795 ua y acercarse hasta 2,437 ua. Su excentricidad es 0,068 y la inclinación orbital 13,08 grados. Emplea 1545,96 días en completar una órbita alrededor del Sol.

## Características físicas
La magnitud absoluta de 1981 EL32 es 14,9. 